# Weil am Rhein
Weil am Rhein település Németországban, azon belül Baden-Württembergben. Lakosainak száma 31 065 fő (2023. december 31.).

## Fekvése

### Közeli települések
Weil am Rhein Lörrach, Bázel és Eimeldingen községekkel határos.

## Városrészei
A következő településeket beolvasztattak városába:

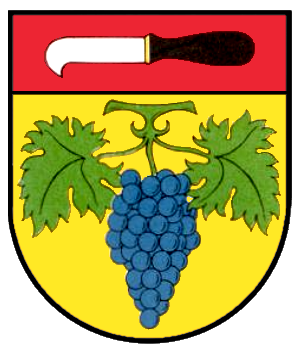
Haltingen (1975-ben)
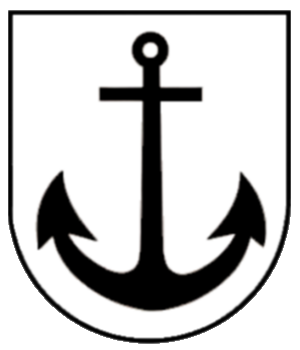
Märkt (1975-ben)
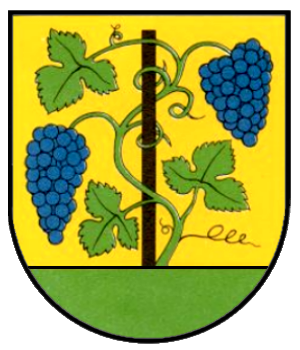
Ötlingen (1971-ben)

## Története

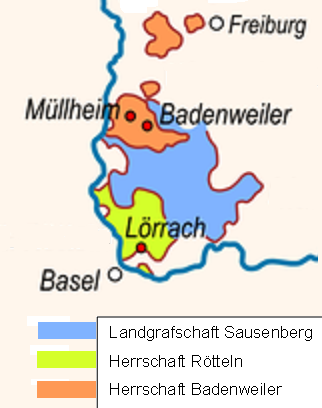
Hachberg-Sausenberg-i őrgrófság

- Haltingen írott forrásban elsőként 767-ben tűnik fel Haholtinga nevén.
- Weil írott forrásban elsőként 1046-ban tűnik fel Willa nevén.
- Ötlingen írott forrásban elsőként 786. február 27-én tűnik fel Ottlinchoven nevén.
- Märkt írott forrásban elsőként 1169 tűnik fel Matro nevén.

Az 1360-as évek óta Weil a Hachberg-Sausenberg-i őrgrófsághoz tartozott.
1503-ban I. Kristóf örökölt az őrgrófságot és úgy Weil Badeni Őrgrófsághoz csatlakozott.

## Népesség
A település népessége az elmúlt években az alábbi módon változott: 
| Lakosok száma | 22 576 | 24 766 | 27 310 | 26 076 | 26 106 | 27 395 | 28 942 | 29 519 | 29 298 | 31 065 |
|               | 1961   | 1967   | 1974   | 1980   | 1987   | 1993   | 2000   | 2006   | 2013   | 2023   |

## Politika
A városi tanács (Gemeinderat) 2019-ben:

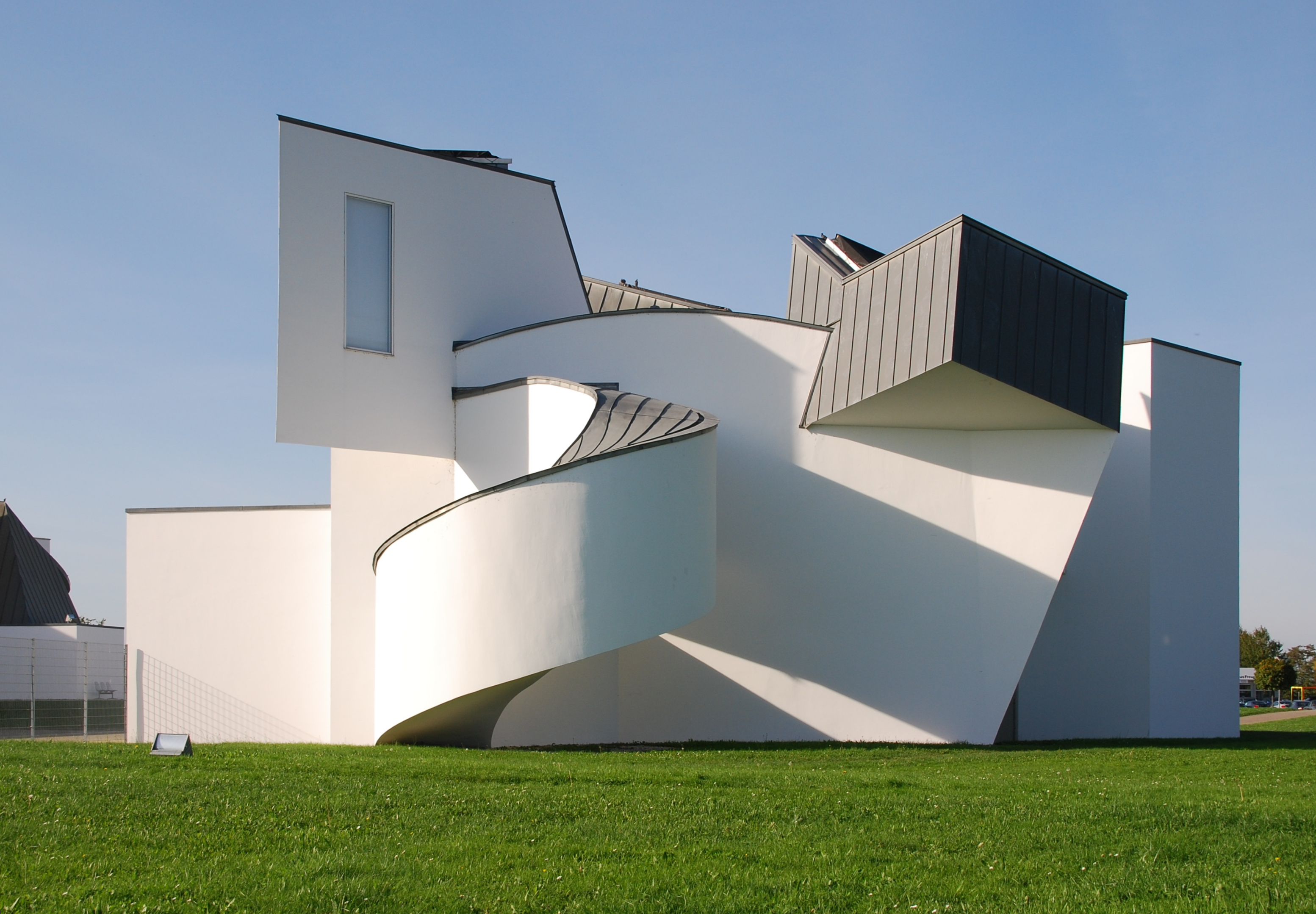
Vitra Design Museum

## Közlekedés
A 8-as villamosjárat révén a város kapcsolódik svájci Bázel villamosvonal-hálózatához.

## Nevezetességei
- Három ország hídja. A települést a franciaországi Huningue-gel köti össze.
- Vitra Design Museum